# Кекиш (Салаж)
Кекиш (рум. Chechiș) насеље је у Румунији у округу Салаж у општини Балан. Oпштина се налази на надморској висини од 211 m.

## Становништво
Према подацима из 2002. године у насељу је живело 636 становника, од којих су сви румунске националности.